# سوريش مينون
سوريش مينون هو ممثل هندي، ولد في 1967 في الهند.

## وصلات خارجية
- سوريش مينون على موقع IMDb (الإنجليزية)
- سوريش مينون على موقع ألو سيني (الفرنسية)
- سوريش مينون على موقع أول موفي (الإنجليزية)
- سوريش مينون على موقع قاعدة بيانات الفيلم (الإنجليزية)
- سوريش مينون على موقع كينوبويسك (الروسية)